# Torneo de Catar
El Torneo de Catar, conocido como Qatar TotalEnergies Open por razones de patrocinio, es un torneo de tenis celebrado en Doha, Catar. Realizado desde el año 2001, este evento WTA fue un Torneo Tier I antes de 2008. Se juega en canchas duras al aire libre. En 2009 y 2010 no se realizó.

## Historia
El primer torneo se celebró en 2001, como Qatar Total FinaElf Open con un premio en dinero de 170.000 dólares, como Torneo Tier III. En 2004, el torneo ascendió de categoría a un Torneo Tier II debido a un aumento en premios de 600.000 dólares, y en 2007 a $1.340.000. Para la temporada 2008, el torneo se convirtió en un Torneo Tier I, con un premio de $2.500.000. El torneo, se tomó un descanso de dos años debido a que el lugar era la sede de la WTA Tour Championships por lo que no se jugó en 2009 y en 2010. El torneo volvió en 2011 como un Torneo Premier (actualmente esta categoría se conoce como WTA 500) con un dinero en premio de 721.000 dólares y un cuadro de individuales de 32 competidores (16 parejas de dobles). En 2012, el torneo pasó a ser un Torneo Premier 5 (actualmente esta categoría se conoce como WTA 1000) debido al éxito del torneo del año pasado, que contó con siete de los diez mejores jugadores, y también debido a la reciente historia de los Campeonatos de Tenis de Dubái. A partir del 2015, el torneo alterna cada año de categoría con el torneo de Dubái, siendo los años nones WTA 500 y los años pares WTA 1000.

## Campeones

### Individual femenino
| Categoría | Año               | Campeona            | Finalista           | Resultado   |
| Tier III  |                   |                     |                     |             |
| --------- | ----------------- | ------------------- | ------------------- | ----------- |
| Tier III  | 2001              | Martina Hingis      | Sandrine Testud     | 6-3, 6-2    |
| Tier III  | 2002              | Monica Seles        | Tamarine Tanasugarn | 7-6(6), 6-3 |
| Tier III  | 2003              | Anastasia Myskina   | Elena Likhovtseva   | 6-3, 6-1    |
| Tier II   |                   |                     |                     |             |
| 2004      | Anastasia Myskina | Svetlana Kuznetsova | 4-6, 6-4, 6-4       |             |
| 2005      | María Sharápova   | Alicia Molik        | 4-6, 6-1, 6-4       |             |
| 2006      | Nadia Petrova     | Amélie Mauresmo     | 6-3, 7-5            |             |
| 2007      | Justine Henin     | Svetlana Kuznetsova | 6-4, 6-2            |             |
| Tier I    |                   |                     |                     |             |
| 2008      | María Sharápova   | Vera Zvonareva      | 6-1, 2-6, 6-0       |             |
| Ninguno   |                   |                     |                     |             |
| 2009-2010 | No disputado      | No disputado        | No disputado        |             |
| Premier   |                   |                     |                     |             |
| 2011      | Vera Zvonareva    | Caroline Wozniacki  | 6-4, 6-4            |             |
| Premier 5 |                   |                     |                     |             |
| 2012      | Victoria Azarenka | Samantha Stosur     | 6-1, 6-2            |             |
| 2013      | Victoria Azarenka | Serena Williams     | 7-6(6), 2-6, 6-3    |             |
| 2014      | Simona Halep      | Angelique Kerber    | 6-2, 6-3            |             |
| Premier   |                   |                     |                     |             |
| 2015      | Lucie Šafářová    | Victoria Azarenka   | 6-4, 6-3            |             |
| Premier 5 |                   |                     |                     |             |
| 2016      | Carla Suárez      | Jeļena Ostapenko    | 1-6, 6-4, 6-4       |             |
| Premier   |                   |                     |                     |             |
| 2017      | Karolína Plíšková | Caroline Wozniacki  | 6-3, 6-4            |             |
| Premier 5 |                   |                     |                     |             |
| 2018      | Petra Kvitová     | Garbiñe Muguruza    | 3-6, 6-3, 6-4       |             |
| Premier   |                   |                     |                     |             |
| 2019      | Elise Mertens     | Simona Halep        | 3-6, 6-4, 6-3       |             |
| Premier 5 |                   |                     |                     |             |
| 2020      | Aryna Sabalenka   | Petra Kvitová       | 6-3, 6-3            |             |
| WTA 500   |                   |                     |                     |             |
| 2021      | Petra Kvitová     | Garbiñe Muguruza    | 6-2, 6-1            |             |
| WTA 1000  |                   |                     |                     |             |
| 2022      | Iga Świątek       | Anett Kontaveit     | 6-2, 6-0            |             |
| WTA 500   |                   |                     |                     |             |
| 2023      | Iga Świątek       | Jessica Pegula      | 6-3, 6-0            |             |
| WTA 1000  |                   |                     |                     |             |
| 2024      | Iga Świątek       | Elena Rybakina      | 7-6(8), 6-2         |             |
| 2025      | Amanda Anisimova  | Jeļena Ostapenko    | 6-4, 6-3            |             |

### Dobles femenino
| Categoría | Año                                   | Campeonas                                | Finalista                            | Resultado |
| Tier III  |                                       |                                          |                                      |           |
| --------- | ------------------------------------- | ---------------------------------------- | ------------------------------------ | --------- |
| Tier III  | 2001                                  | Sandrine Testud Roberta Vinci            | Kristie Boogert Miriam Oremans       | 7-5, 7-6  |
| Tier III  | 2002                                  | Janette Husárová Arantxa Sánchez Vicario | Alexandra Fusai Caroline Vis         | 6-3, 6-3  |
| Tier III  | 2003                                  | Janet Lee Wynne Prakusya                 | Maria Vento-Kabchi Angelique Widjaja | 6-1, 6-3  |
| Tier II   |                                       |                                          |                                      |           |
| 2004      | Svetlana Kuznetsova Elena Likhovtseva | Janette Husárová Conchita Martínez       | 7-6, 6-2                             |           |
| 2005      | Francesca Schiavone Alicia Molik      | Cara Black Liezel Huber                  | 6-3, 6-4                             |           |
| 2006      | Daniela Hantuchová Ai Sugiyama        | Ting Li Tiantian Sun                     | 6-4, 6-4                             |           |
| 2007      | Martina Hingis María Kirilenko        | Ágnes Szávay Vladimira Uhlirova          | 6-1, 6-1                             |           |
| Tier I    |                                       |                                          |                                      |           |
| 2008      | Květa Peschke Rennae Stubbs           | Cara Black Liezel Huber                  | 6-1, 5-7, [10-7]                     |           |
| Ninguno   |                                       |                                          |                                      |           |
| 2009-2010 | No disputado                          | No disputado                             | No disputado                         |           |
| Premier   |                                       |                                          |                                      |           |
| 2011      | Květa Peschke Katarina Srebotnik      | Liezel Huber Nadia Petrova               | 7-5, 6-7(2), [10-8]                  |           |
| Premier 5 |                                       |                                          |                                      |           |
| 2012      | Liezel Huber Lisa Raymond             | Raquel Kops-Jones Abigail Spears         | 6-3, 6-1                             |           |
| 2013      | Sara Errani Roberta Vinci             | Nadia Petrova Katarina Srebotnik         | 2-6, 6-3, [10-6]                     |           |
| 2014      | Su-Wei Hsieh Shuai Peng               | Květa Peschke Katarina Srebotnik         | 6-4, 6-0                             |           |
| Premier   |                                       |                                          |                                      |           |
| 2015      | Raquel Kops-Jones Abigail Spears      | Su-Wei Hsieh Sania Mirza                 | 6-4, 6-4                             |           |
| Premier 5 |                                       |                                          |                                      |           |
| 2016      | Hao-Ching Chan Yung-Jan Chan          | Sara Errani Carla Suárez                 | 6-3, 6-3                             |           |
| Premier   |                                       |                                          |                                      |           |
| 2017      | Abigail Spears Katarina Srebotnik     | Olga Savchuk Yaroslava Shvédova          | 6-3, 7-6(7)                          |           |
| Premier 5 |                                       |                                          |                                      |           |
| 2018      | Gabriela Dabrowski Jeļena Ostapenko   | Andreja Klepač María José Martínez       | 6-3, 6-3                             |           |
| Premier   |                                       |                                          |                                      |           |
| 2019      | Hao-Ching Chan Yung-Jan Chan          | Anna-Lena Grönefeld Demi Schuurs         | 6-1, 3-6, [10-6]                     |           |
| Premier 5 |                                       |                                          |                                      |           |
| 2020      | Su-Wei Hsieh Barbora Strýcová         | Gabriela Dabrowski Jeļena Ostapenko      | 6-2, 5-7, [10-2]                     |           |
| WTA 500   |                                       |                                          |                                      |           |
| 2021      | Nicole Melichar Demi Schuurs          | Monica Niculescu Jeļena Ostapenko        | 6-2, 2-6, [10-8]                     |           |
| WTA 1000  |                                       |                                          |                                      |           |
| 2022      | Cori Gauff Jessica Pegula             | Veronika Kudermétova Elise Mertens       | 3-6, 7-5, [10-5]                     |           |
| WTA 500   |                                       |                                          |                                      |           |
| 2023      | Cori Gauff Jessica Pegula             | Lyudmyla Kichenok Jeļena Ostapenko       | 6-4, 2-6, [10-7]                     |           |
| WTA 1000  |                                       |                                          |                                      |           |
| 2024      | Demi Schuurs Luisa Stefani            | Caroline Dolehide Desirae Krawczyk       | 6-4, 6-2                             |           |
| 2025      | Sara Errani Jasmine Paolini           | Xinyu Jiang Fang-hsien Wu                | 7-5, 7-6(10)                         |           |